# Bombardeos del Maestrazgo
Los bombardeos del Maestrazgo fueron una serie de ataques aéreos realizados sobre varias localidades de la comarca del Alto Maestrazgo (provincia de Castellón), llevados a cabo en mayo de 1938, en el transcurso de la Guerra Civil Española, por bombarderos Junkers Ju 87 Stuka de la Legión Cóndor alemana, que combatían en favor de los sublevados contra el gobierno de la Segunda República Española. Las estimaciones de víctimas cifran los fallecidos en torno a las 38 personas.

## Descripción
La Legión Cóndor tenía como Comandante al teniente coronel Wolfram von Richthofen (primo del histórico aviador de la Primera Guerra Mundial Manfred von Richthofen, más conocido como el Barón Rojo). De acuerdo a determinadas interpretaciones de informes existentes en el archivo militar de Friburgo de Brisgovia, los bombardeos de Albocácer, Ares del Maestre, Benasal y Villar de Canes, llevados a cabo durante mayo de 1938, tenían como principal objetivo probar las características de los nuevos bombarderos alemanes Junkers Ju 87 Stuka. Estas localidades, sin importancia estratégica, están situadas en la actual comarca del Alto Maestrazgo. Se encontraban cercanas a la línea del frente, coincidiendo con el desarrollo de la Ofensiva del Levante por parte del ejército nacional. En noviembre de 1936 se había trasladado la capital y el gobierno de la República de Madrid a Valencia, y en octubre de 1937 se trasladaría a su vez de Valencia a Barcelona.
Los bombardeos se iniciaron el 21 de mayo de 1938, cuando cayeron tres bombas en Albocàsser, seguidas dos días después otras nueve. El día 24 bombardearon Ares del Maestrat, el día 25 Benassal y el 26 Vilar de Canes. El día 28 de mayo cayeron otras seis bombas en Benassal y el 29 tres más en Ares y otras tres el día 31 en Vilar. Los bombardeos se produjeron durante 10 días, en un radio de apenas 30 kilómetros, muriendo al menos 38 personas.

### Contexto
Algunos autores opinan que los bombardeos del Maestrazgo fueron ataques contra objetivos civiles realizado con el fin de probar nuevas técnicas y tecnologías por parte de la Alemania nazi. El bombardeo de Guernica de abril de 1937 por ejemplo fue un bombardeo en alfombra para destruir una población civil. Un mes antes aviones italianos habían bombardeado Durango el 31 de marzo en tres oleadas a lo largo de todo el día, causando unos 294 muertos. 
Tampoco fue el primer bombardeo contra civiles que habían llevado a cabo los aliados de los nacionales en las regiones del Mediterráneo, dado que en enero de 1938 se inició la campaña de Bombardeos en el Levante, a la que hay que sumar la Ofensiva del Levante, lanzada en abril. A lo largo del mes de mayo, aparte del Maestrazgo, se produjeron numerosos bombardeos en las provincias mediterráneas: Alicante, con el bombardeo del 25 de mayo, o el bombardeo de Granollers una semana más tarde fueron también objetivos.